# Bezpieczeństwo zewnętrzne
Bezpieczeństwo zewnętrzne jest jednym z rodzajów bezpieczeństwa, odnoszącym się do zagrożeń i przeciwdziałań wobec nich występujących na zewnątrz państwa. Zapewnienie odpowiednio wysokiego poziomu bezpieczeństwa zewnętrznego jest istotnym elementem polityki zagranicznej państwa.
Bezpieczeństwo zewnętrzne jest jednym z dwóch, obok bezpieczeństwa wewnętrznego, rodzajów bezpieczeństwa państwa wyróżnianych ze względu stosunek do obszaru państwa.

## Współczesna koncepcja
W XX wieku zmieniła się koncepcja zapewnienia przez państwo bezpieczeństwa zewnętrznego. Dawniej liczono przede wszystkim na siebie, na siłę swoich sił zbrojnych i geniusz militarny ich dowódców. Wskazuje na to Niccolò Machiavelli, włoski historyk, filozof i dyplomata z XVI wieku, w swym najsłynniejszym dziele Książę: „…za takich, którzy własnymi siłami bronić się mogą, uważam tych, co dość posiadają ludzi i pieniędzy, aby dostateczną wystawić armię dla stoczenia bitwy w polu z jakimkolwiek napastnikiem. Za potrzebujących zaś stale obcej pomocy uważam takich, którzy nie mogą stanąć do otwartego boju z przeciwnikiem, lecz zmuszeni bywają szukać osłony za murami twierdz i tychże bronić”. 
Współcześnie liczy się nie tyle siła własnych sił zbrojnych, ale przede wszystkim pozyskanie odpowiednich sojuszników, przynależność do sojuszy wojskowych, dzięki którym zyskuje się wsparcie ich sił zbrojnych. Siła sił zbrojnych jest liczona nie tylko liczebnością czy przeznaczanymi na nią pieniędzmi. Liczy się ją jednocześnie mądrością, wiedzą i zdolnościami dowódczymi dowódców, posiadaniem rzeczywistych i aktualnych informacji wywiadowczych, poziomem wyszkolenia i walecznością żołnierzy, posiadanym morale oraz zaawansowaniem technicznym.
Podobnie jest z bezpieczeństwem wewnętrznym: liczebność policji, służb mundurowych rozmaitego typu, służb ratowniczych i instytucji działających na tym polu dla wydajnego działania musi być wsparta odpowiednim wyposażeniem, wyszkoleniem, wiedzą i wymianą informacji pomiędzy instytucjami. Korzystna może być także współpraca z podobnymi organizacjami z innych państw.

## Strategiabezpieczeństwa Rzeczypospolitej Polskiej
Zgodnie ze Strategią bezpieczeństwa narodowego Rzeczypospolitej Polskiej obowiązkiem państwa jest: 
- zabieganie o tworzenie jak najkorzystniejszego międzynarodowego otoczenia kraju i umacnianie jego międzynarodowej pozycji, wizerunku i prestiżu;
- tworzenie i rozwijanie zdolności do osiągania narodowych celów strategicznych w dziedzinie bezpieczeństwa w bezpośrednim sąsiedztwie, przestrzeni europejskiej, euroatlantyckiej i globalnej;
- tworzenie warunków dla umacniania skutecznych powiązań i mechanizmów wspólnotowych i sojuszniczych;
- wspieranie procesów transformacji ustrojowej na obszarze państw byłego bloku wschodniego;
- rozwijać przyjazne stosunki z partnerami i przeciwdziałać negatywnym skutkom konfliktów, dysproporcji rozwojowych i naruszeń międzynarodowego porządku prawnego.

Strategia określa NATO jako najważniejszą formę współpracy wielostronnej w polityczno-wojskowym wymiarze bezpieczeństwa oraz filar stabilności na kontynencie, a także główną płaszczyznę stosunków transatlantyckich (gł. USA-UE). Polska w pełni popiera rozwój potencjału Organizacji w zakresie zapobiegania kryzysom oraz prowadzenia operacji stabilizacyjnych. Uznaje potrzebę doskonalenia zdolności wojennych Organizacji do zwalczania zagrożeń terroryzmem, niebezpieczeństw wynikających z proliferacji broni masowego rażenia, przestępczością zorganizowana oraz zjawiskiem państw upadłych. 
Jako część sojuszniczego systemu obronnego, Polska rzetelnie wykonuje zobowiązania oraz aktywnie uczestniczy w prowadzonych przez Organizację operacjach wojskowych na frontach zewnętrznych.
Członkostwo w Unii Europejskiej mocno zwiększyło możliwości realizacji polskiej polityki bezpieczeństwa i zdolności oddziaływania międzynarodowego, wzmocniło pozycję Polski na świecie, spowodowało ambicję odpowiedzialności za kształt porządku międzynarodowego w regionie Europy środkowej i wschodniej. Dzięki instrumentom jak Wspólna Polityka Zagraniczna i Bezpieczeństwa, Europejska Polityka Bezpieczeństwa i Obrony, Jednolity Rynek Europejski, wspólna polityka handlowa, Fundusz Spójności oraz inne mechanizmy wspierania rozwoju, współpraca w zakresie sądownictwa i spraw wewnętrznych, udział Polski w UE wpływa pozytywnie na swoje bezpieczeństwo i możliwości rozwojowe.
Ze względu na graniczne położenie Polski i przystąpienie do strefy Schengen, szczególna waga jest przywiązywana do zacieśniania współpracy członków Unii w zakresie polityki imigracyjnej, azylowej i ochrony granic przy zachowaniu suwerennych zdolności jako państwa członkowskiego. Członkostwo Rzeczypospolitej Polskiej w Unii Europejskiej stwarza możliwości zwiększenia bezpieczeństwa własnej granicy państwowej. Tworzone w ramach UE mechanizmy finansowe oraz współpraca w ramach agencji wspólnotowych zapewnia dodatkowe wsparcie dla służb ochraniających zewnętrzne granice UE.
Polska opowiada się za zachowaniem przewidzianej w Karcie Narodów Zjednoczonych odpowiedzialności ONZ za utrzymanie pokoju i bezpieczeństwa międzynarodowego oraz umacnianiem roli pełnionej w tym względzie przez Radę Bezpieczeństwa. Polska będzie się angażować w podejmowane przez ONZ działania mające na celu rozwiązywanie konfliktów, a także zgłaszać kadry wojskowe, policyjne oraz cywilne do udziału w operacjach pokojowych i bojowych.